# Cát Bỉnh Hiên
Cát Bỉnh Hiên (tiếng Trung: 吉炳轩; bính âm: Jí Bǐngxuān; sinh tháng 11 năm 1951) là chính khách nước Cộng hòa Nhân dân Trung Hoa. Ông hiện là Ủy viên Ban Chấp hành Trung ương Đảng Cộng sản Trung Quốc khóa XIX, Phó Ủy viên trưởng Ủy ban Thường vụ Đại hội đại biểu Nhân dân toàn quốc Trung Quốc khóa XIII nhiệm kỳ 2018 đến năm 2023.
Cát Bỉnh Hiên từng đảm nhiệm Bí thư Tỉnh đoàn Hà Nam, Phó Trưởng ban Thường trực Ban Tuyên truyền Trung ương Đảng Cộng sản Trung Quốc. Năm 2008 đến năm 2013, ông là Bí thư Tỉnh ủy Hắc Long Giang ở Đông Bắc Trung Quốc. Tháng 3 năm 2013, ông được bầu làm Phó Ủy viên trưởng Nhân đại toàn quốc khóa XII. Tháng 3 năm 2018, ông được bầu lại là Phó Ủy viên trưởng Nhân đại toàn quốc khóa XIII.

## Tiểu sử
Cát Bỉnh Hiên sinh tháng 11 năm 1951, người huyện Mạnh Tân, tỉnh Hà Nam.
Tháng 9 năm 1975, Cát Bỉnh Hiên nhận lấy tiến cử vào học khoa tiếng Trung Quốc tại Đại học Trịnh Châu, trở thành học viên Công-nông-binh.
Ba năm sau Cát Bỉnh Hiên tốt nghiệp đại học, vào tháng 10 năm 1978, ông được phân phối đến quê hương giảng dạy làm giáo viên trung học phổ thông Bình Nhạc, huyện Mạnh Tân. Sau đó, Cát Bỉnh Hiên về công tác tại Huyện ủy Mạnh Tân đảm nhiệm cán sự Văn phòng Huyện ủy Mạnh Tân, bắt đầu con đường làm việc chính trị.
Tháng 4 năm 1980, Cát Bỉnh Hiên gia nhập Đảng Cộng sản Trung Quốc.
Sau khi làm việc chính trị, Cát Bỉnh Hiên từng liên tục nhậm chức tại địa phương tỉnh Hà Nam. Tháng 4 năm 1982, ông được bổ nhiệm giữ chức Bí thư Đảng ủy hương Triều Dương, huyện Mạnh Tân. Tháng 4 năm 1984, ông được bổ nhiệm làm Phó Bí thư Huyện ủy Yển Sư kiêm Huyện trưởng Chính phủ huyện Yển Sư rồi nhậm chức Bí thư Huyện ủy Yển Sư (nay là quận Yển Sư).
Tháng 5 năm 1987, ông được luân chuyển làm Phó Bí thư Tỉnh đoàn Hà Nam. Hai tháng sau, tháng 7 năm 1987, ông được bổ nhiệm giữ chức Bí thư Tỉnh đoàn Hà Nam.
Tháng 12 năm 1990, ông được điều chuyển làm Phó Tổng Thư ký Tỉnh ủy Hà Nam kiêm Chủ nhiệm Phòng nghiên cứu chính sách Tỉnh ủy Hà Nam. Một năm sau, tháng 12 năm 1991, ông được luân chuyển về làm Bí thư Thành ủy Tân Hương, tỉnh Hà Nam.
Tháng 5 năm 1993, ở tuổi 42, Cát Bỉnh Hiên được điều lên trung ương giữ chức Bí thư Ban Bí thư Trung ương Đoàn Thanh niên Cộng sản Trung Quốc.
Hai năm sau, tháng 7 năm 1995, ông được luân chuyển làm Ủy viên Ban Thường vụ Tỉnh ủy Cát Lâm kiêm Trưởng Ban Tuyên truyền Tỉnh ủy Cát Lâm.
Tháng 9 năm 1998, Cát Bỉnh Hiên một lần nữa trở về Bắc Kinh nhậm chức Phó Bí thư Ban Cán sự Đảng Tổng cục Phát thanh, Điện ảnh và Truyền hình nhà nước Trung Quốc kiêm Phó Tổng cục trưởng Tổng cục Phát thanh, Điện ảnh và Truyền hình nhà nước Trung Quốc.
Tháng 8 năm 2001, ông được bổ nhiệm làm Phó Trưởng Ban Tuyên truyền Trung ương Đảng Cộng sản Trung Quốc. Ngày 14 tháng 11 năm 2002, tại phiên bế mạc của Đại hội Đảng Cộng sản Trung Quốc lần thứ 16, Cát Bỉnh Hiên được bầu làm Ủy viên dự khuyết Ban Chấp hành Trung ương Đảng Cộng sản Trung Quốc khóa XVI.
Tháng 4 năm 2003, ông nhậm chức Phó Trưởng ban Thường trực Ban Tuyên truyền Trung ương Đảng Cộng sản Trung Quốc. Tháng 12 năm 2005, ông kiêm nhiệm chức vụ Chủ nhiệm Văn phòng Ủy ban Chỉ đạo Kiến thiết Văn minh Tinh thần Trung ương, phụ tá của Lý Trường Xuân và Lưu Vân Sơn.
Ngày 21 tháng 10 năm 2007, tại phiên bế mạc Đại hội Đảng Cộng sản Trung Quốc lần thứ 17, ông được bầu làm Ủy viên chính thức Ban Chấp hành Trung ương Đảng Cộng sản Trung Quốc khóa XVII.
Tháng 4 năm 2008, lần thứ ba Cát Bỉnh Hiên đến địa phương nhậm chức, thay thế Tiền Vận Lục làm Bí thư Tỉnh ủy Hắc Long Giang ở Đông Bắc Trung Quốc. Ngày 9 tháng 5 năm 2008, tại hội nghị lần thứ hai của Đại hội đại biểu nhân dân khóa XI tỉnh Hắc Long Giang, ông được bầu kiêm nhiệm chức vụ Chủ nhiệm Ủy ban Thường vụ Đại hội đại biểu nhân dân tỉnh Hắc Long Giang.
Ngày 14 tháng 11 năm 2012, tại Đại hội Đảng Cộng sản Trung Quốc lần thứ 18, ông được bầu lại là Ủy viên Ban Chấp hành Trung ương Đảng Cộng sản Trung Quốc khóa XVIII.
Ngày 14 tháng 3 năm 2013, ông được bầu làm Phó Ủy viên trưởng Ủy ban Thường vụ Đại hội đại biểu Nhân dân toàn quốc khóa XII nhiệm kỳ 2013 đến năm 2018, thuộc hàng ngũ “người lãnh đạo Đảng, nhà nước”.
Ngày 20 tháng 3 năm 2013, ông không còn đảm nhiệm chức vụ lãnh đạo của tỉnh Hắc Long Giang.
Ngày 24 tháng 10 năm 2017, tại phiên bế mạc Đại hội Đảng Cộng sản Trung Quốc lần thứ XIX, ông được bầu làm Ủy viên Ban Chấp hành Trung ương Đảng Cộng sản Trung Quốc khóa XIX.
Ngày 17 tháng 3 năm 2018, phiên họp toàn thể lần thứ năm, trong khuôn khổ kỳ họp thứ nhất Đại hội đại biểu Nhân dân toàn quốc Trung Quốc khóa XIII (tức Quốc hội) đã bầu lại Cát Bỉnh Hiên làm Phó Ủy viên trưởng Ủy ban Thường vụ Đại hội đại biểu Nhân dân toàn quốc khóa XIII nhiệm kỳ 2018 đến năm 2023.